# Passaic (fiume)
Il Passaic è un fiume degli Stati Uniti d'America, lungo quasi 130 chilometri. Nasce nel New Jersey e sfocia nella Baia di Newark, dopo aver ricevuto le acque di alcuni affluenti, fra cui il Saddle.

## Affluenti
- Black Brook (Passaic River tributary)
- Black Brook (Whippany River tributary)
- Canoe Brook
- Cory's Brook
- Dead River (New Jersey)
- Deep Voll Brook
- Diamond Brook
- First River
- Foulerton's Brook
- Goffle Brook
- Great Brook (New Jersey)
- Ho-Ho-Kus Brook
- Little Diamond Brook
- Loantaka Brook
- Mahwah River
- McDonalds Brook
- Molly Ann Brook
- Peckman River
- Pequannock River
- Pompton River
- Primrose Brook
- Ramapo River
- Rockaway River
- Saddle
- Second River (New Jersey)
- Slippery Rock Brook
- Slough Brook
- Spring Garden Brook
- Stevenson Brook
- Third River (New Jersey)
- Toney's Brook
- Wanaque River
- Weasel Brook
- Whippany River
- Yantacaw Brook